# Dumbrăveni (Sibiu)
Dumbrăveni is een stad (oraș) in het Roemeense district Sibiu. De stad telt 8411 inwoners (2002).

## Toponymie
De vroegere naam van Dumbrăveni was Elisabethstadt of Eppeschdorf (Hongaars Erzsébetváros), toen het nog deel uitmaakte van het Koninkrijk Hongarije met een grote Duitstalige bevolking (nu nog 1 %). De Hongaarse naam wordt tot op vandaag gebruikt door de Hongaarse minderheid (8 %).

## Geschiedenis
Van 1876 tot 1920 was de stad districtshoofdstad van het Erzsébetváros district, een district van het vroegere comitaat Kis-Küküllő.

## Bevolkingssamenstelling
De bevolking van Dumbraveni bestaat in 2011 uit de volgende groepen:
- Roemenen 4.913
- Hongaren 645 (8,7%)
- Roma 1.289
- Duitsers 69

Totaal 7.388

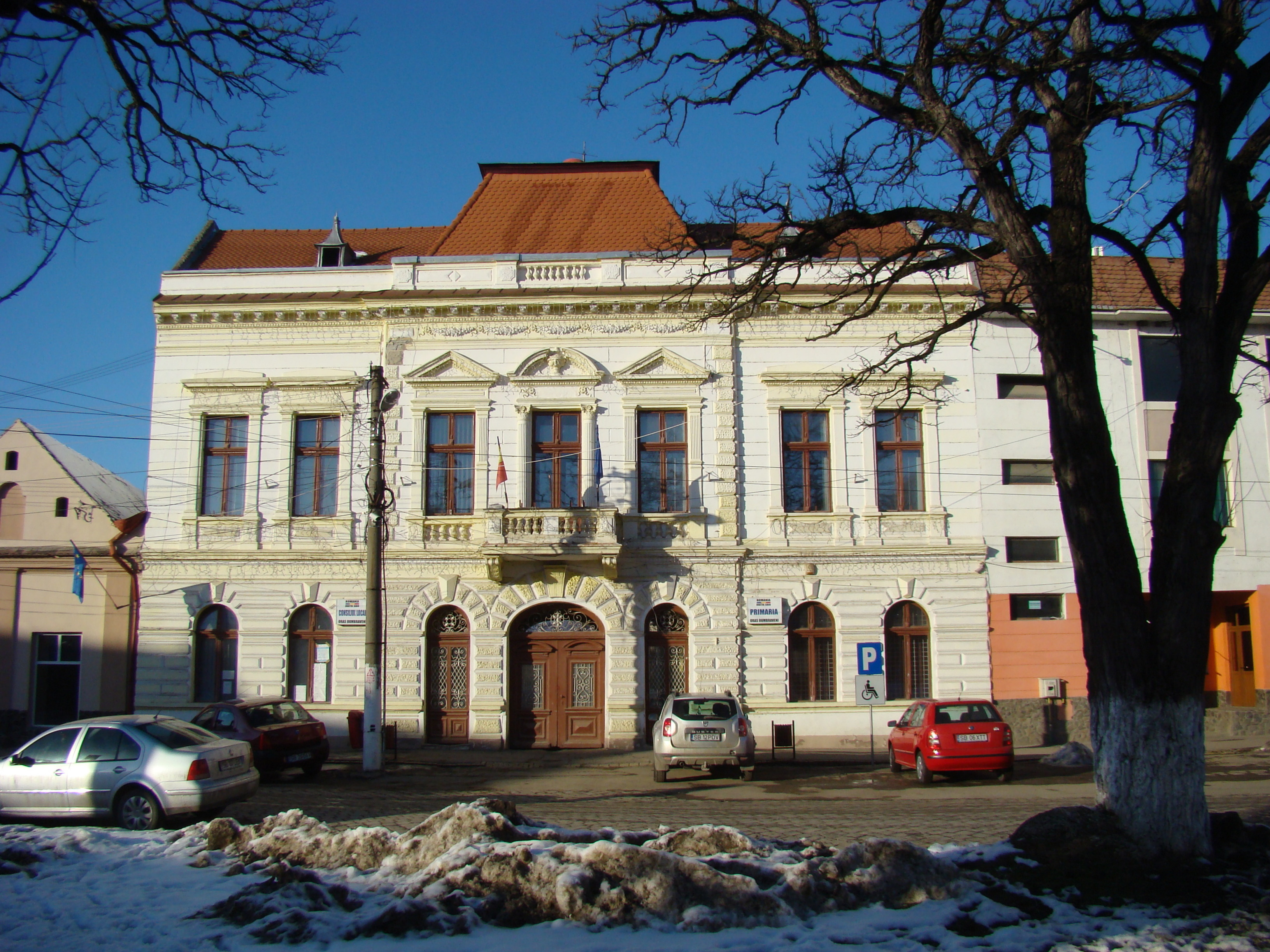
Stadhuis
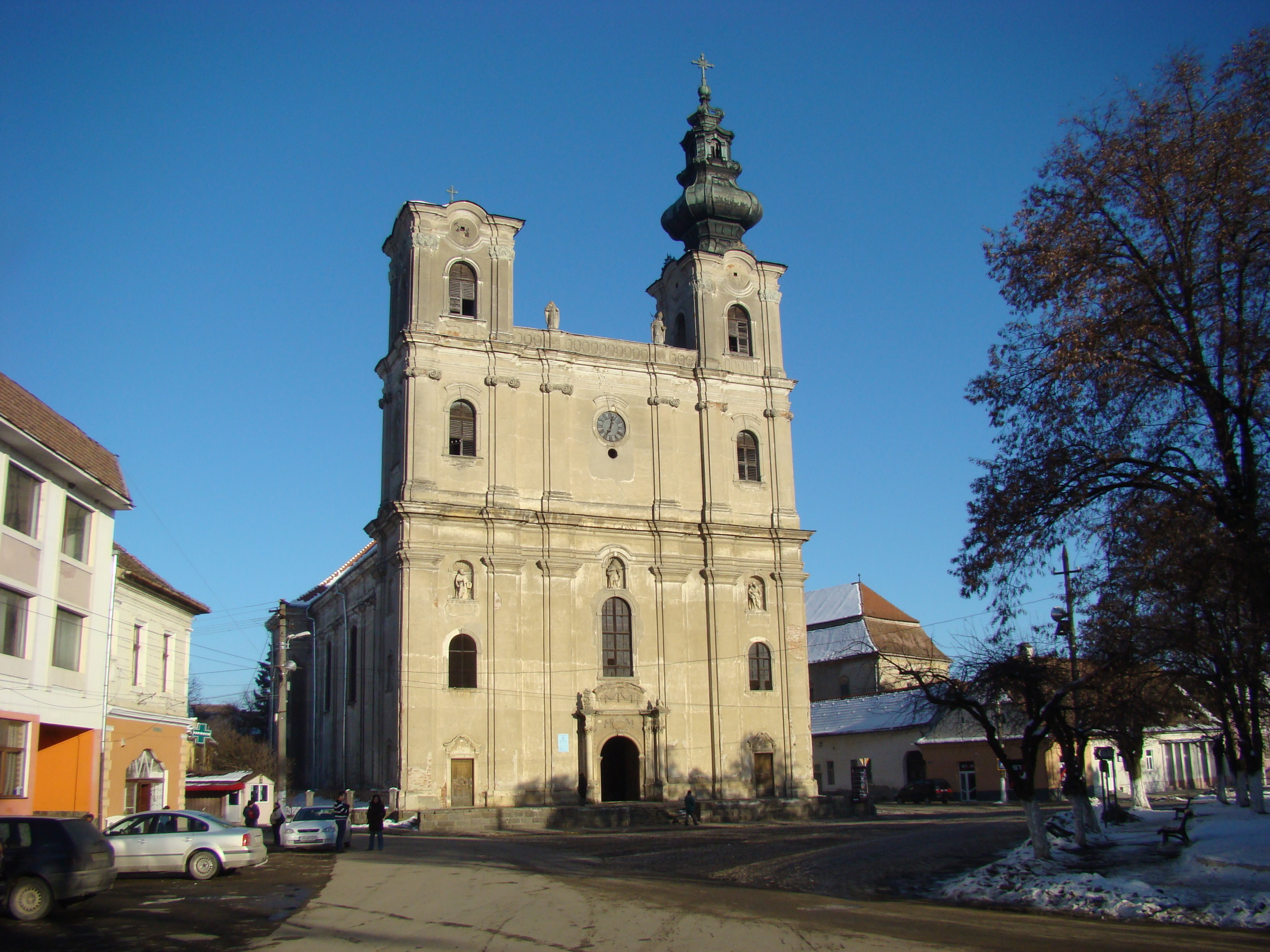
Armenisch-katholieke kerk
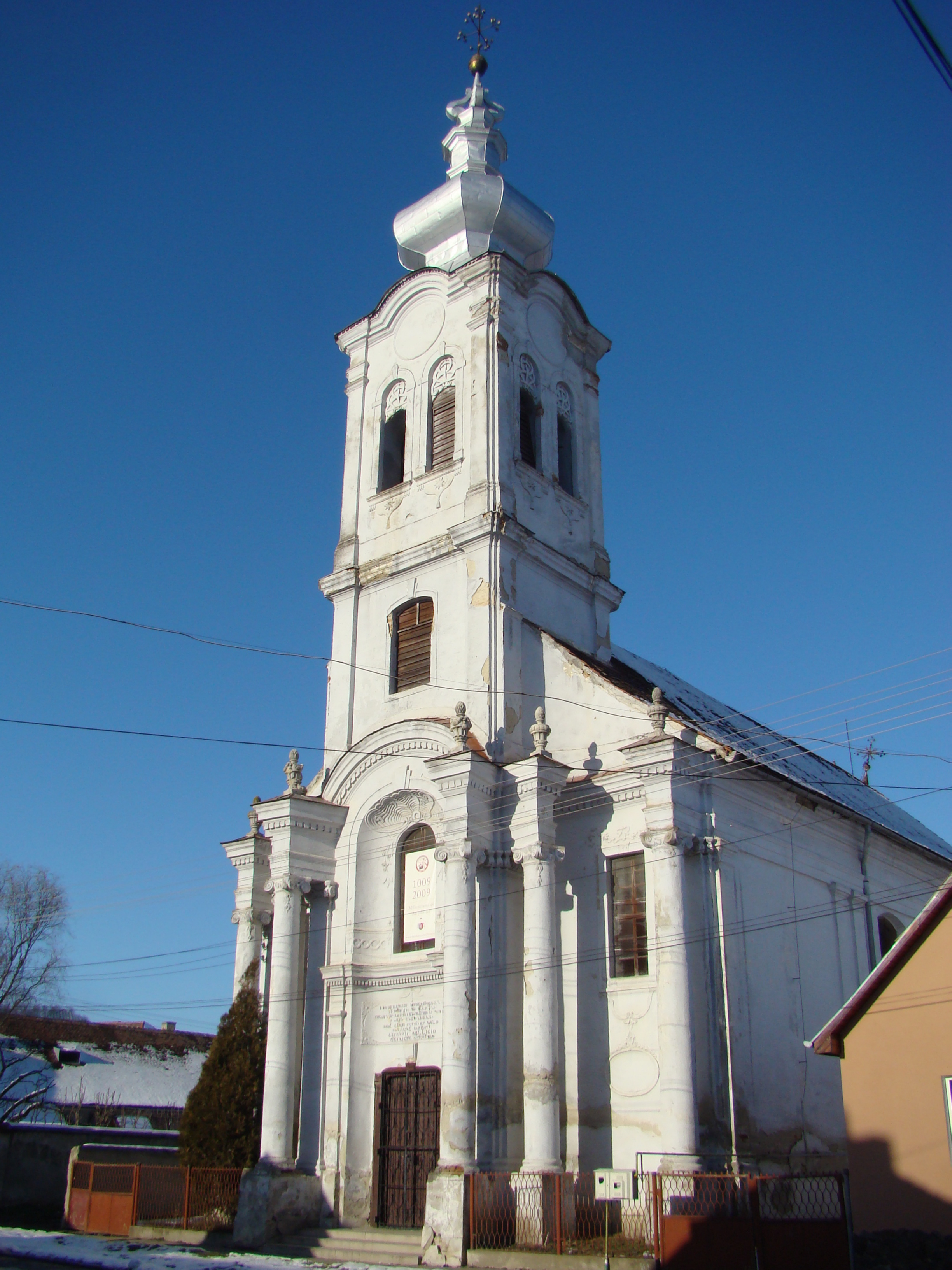
Rooms-katholieke kerk
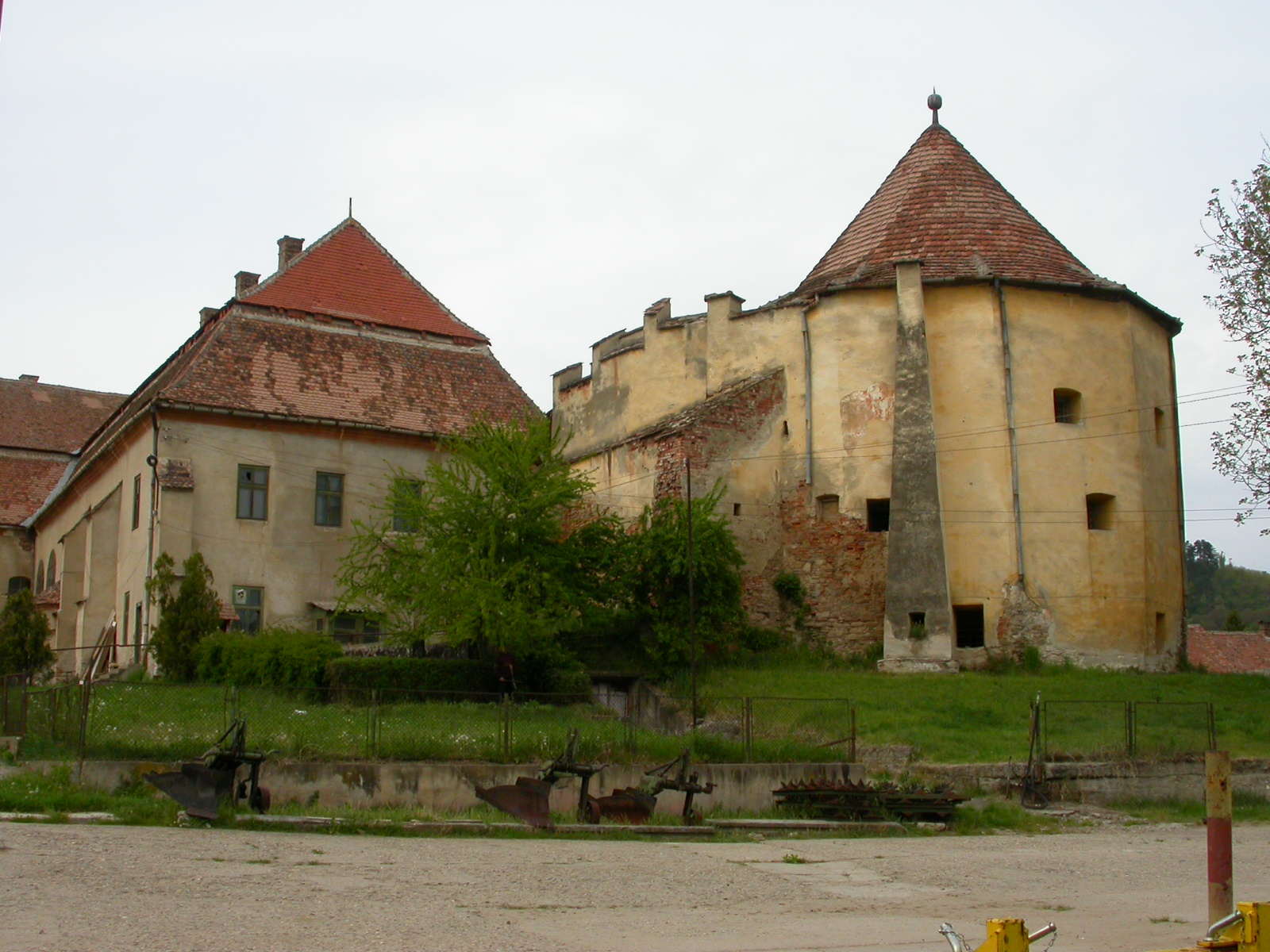
Slot Apafi
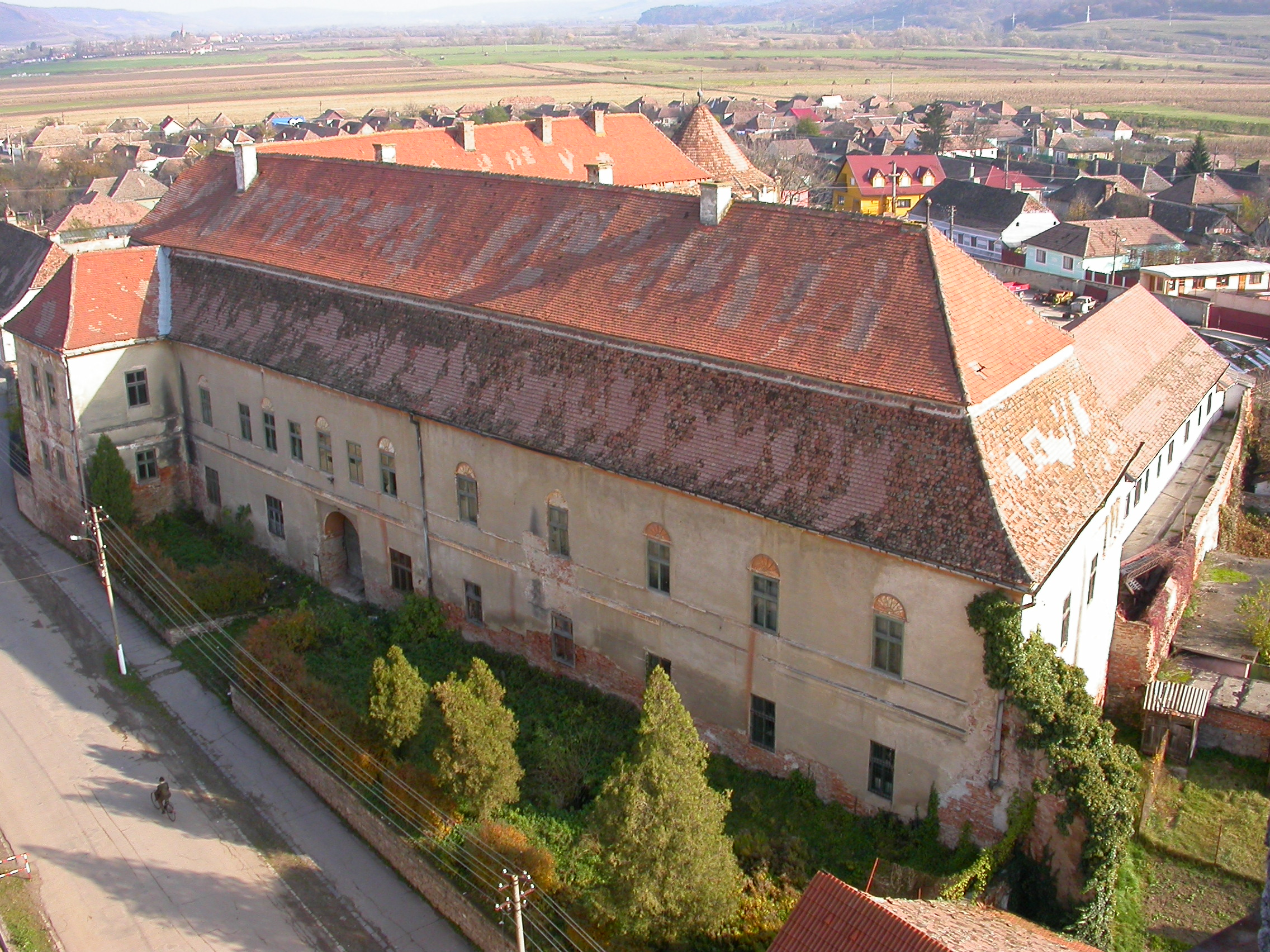
Slot en deel van de stad